# Христо Данаилов
Христо Данаилов е български търговец и революционер, деец на Вътрешната македоно-одринска революционна организация и Върховния македоно-одрински комитет.

## Биография
Христо Данаилов е роден в град Разлог, тогава в Османската империя. Заедно с брат си Тодор се прехвърля в Дупница, където се занимава с търговия. Там между 1896 – 1900 година е касиер на Македонското дружество „Единство“. През 1903 година участва с чета в Илинденско-преображенското въстание.